# Аибга (хребет)
Хребет А́ибга (абх. Аибӷа, адыг. Ӏаебга: адыг. Ӏае — злой, адыг. Бга — хребет) — горный массив к востоку от Красной Поляны, недалеко от границы с Абхазией, частично на территории Сочинского национального парка. Состоит из четырёх основных вершин: пики Аибга I (2391 м), Аибга II (2450 м), Аибга III (2462 м) и пика Чёрная Пирамида. Наивысшей точкой хребта Аибга является гора Каменный Столб (2509,7 м), расположенный в 5,5 км к юго-востоку от пика Аибга III.
На северных склонах хребта располагаются горнолыжные комплексы «Альпика-Сервис» (открытый в 1992 году), «Горная Карусель» (открытый в 2008 году) и «Роза Хутор». Активное освоение особо охраняемой природной территории хребта вызывает опасения у экологов.

## Происхождение названия
На территории одного из горных обществ, располагавшихся у этого хребта, жило абазино-абхазское общество Аибга (медовеевцы). Абазино-абхазское племя медовеевцы (медозюи) подразделялись на Псху, Ахчипсоу и Аибга. Кабардинцы называли прибрежных абхазов в прошлом по имени одного из абазино-абхазских племён — «аибга». По всей вероятности, последнее слово закрепилось за горой.